# Palythoa nelliae
Palythoa nelliae är en korallart som beskrevs av Ferdinand Albin Pax. Palythoa nelliae ingår i släktet Palythoa och familjen Zoanthidae. Inga underarter finns listade i Catalogue of Life.